# Geoffroy I. Bretaňský
Geoffroy I. Bretaňský (bretonsky Jafrez Berengar, francouzsky Geoffroi I Bérenger, 980 – 20. listopadu 1008) byl hrabě z Rennes a vévoda bretaňský.

## Život
Byl synem bojovného bretaňského vévody Conana a vévodství převzal po otcově smrti roku 992. O dva roky později se mu podařilo pokořit mladého hraběte Judicaela z Nantes a donutil jej ke složení lenního slibu. Byl velmi zbožný, vydal se na pouť do Říma a při návratu v listopadu 1008 zemřel. Byl pohřben v klášteře Mont-Saint-Michel, nezletilí synové byli svěřeni do poručnické péče strýce Richarda Normandského.